# Cantil

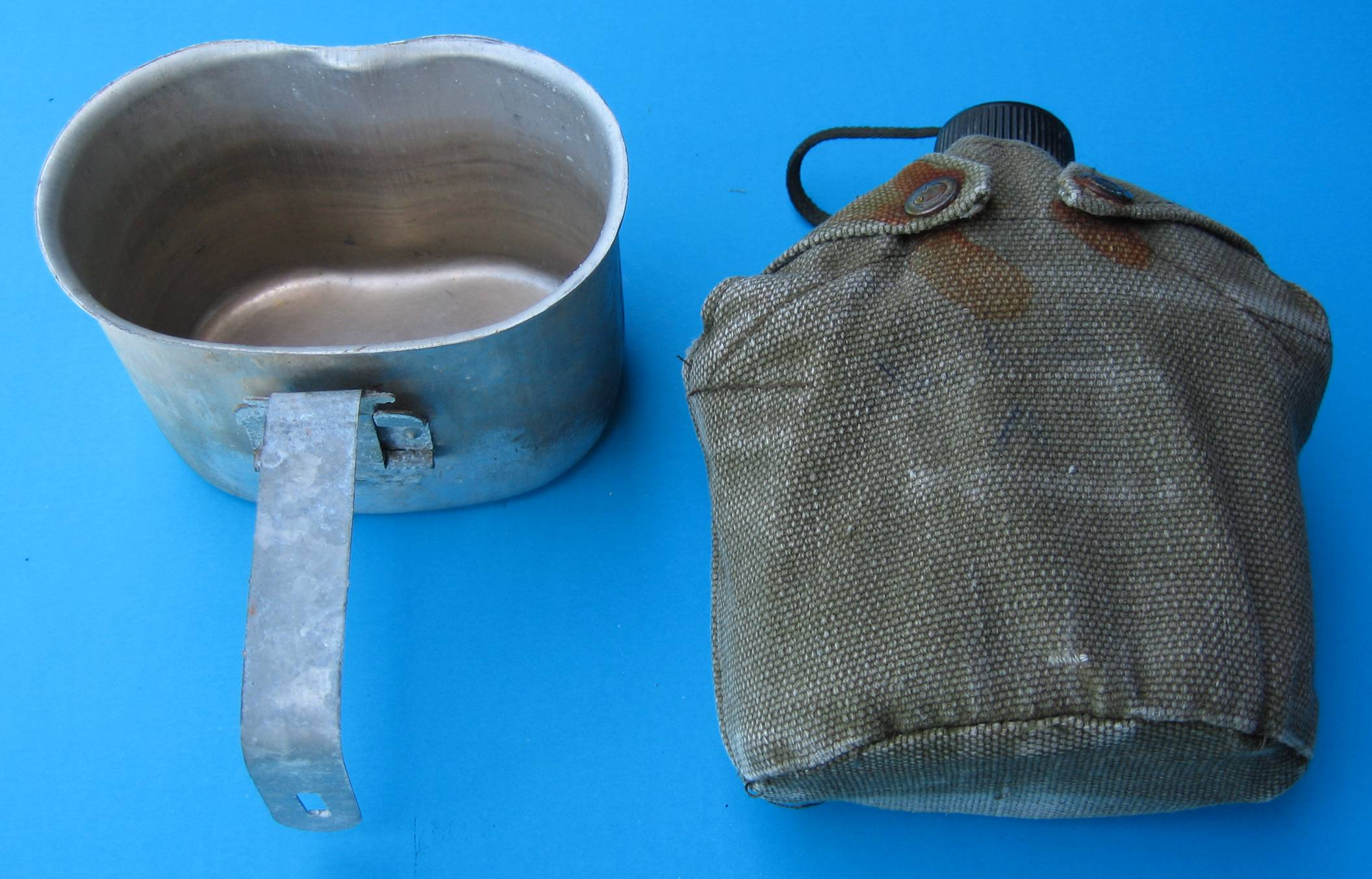
Cantil.

Cantil é um recipiente de alumínio, plástico ou outro material resistente que pode conter de 800 ml a 1 litro de água ou outro líquido, sendo usado pelas forças armadas de todo o mundo, e útil nas longas viagens ou também para fazer passeios ou caminhadas ao ar livre.
Cantil também significa ferramenta de carpinteiro para abrir tábuas e de escultor para alisar pedras. O seu predecessor muito antigo, o odre; era um cantil feito de couro, tripa ou pele de animal.